# 蒂鲁马拉耶姆帕拉耶姆
蒂鲁马拉耶姆帕拉耶姆（Thirumalayampalayam），是印度泰米尔纳德邦Coimbatore县的一个城镇。总人口11567（2001年）。

## 人口
该地2001年总人口11567人，其中男性5745人，女性5822人；0—6岁人口1162人，其中男575人，女587人；识字率52.55%，其中男性为59.69%，女性为45.52%。